# Васильев, Андрей Валентинович
Андре́й Валенти́нович Васи́льев (род. 18 апреля 1961, Москва) — российский биолог, специалист в области клеточных механизмов развития и регенерации, тканевой инженерии, клеточных технологий, член-корреспондент РАН (2016). Директор Института биологии развития имени Н. К. Кольцова РАН (2015). Главный редактор профильного журнала «Онтогенез» (2019).

## Биография
Родился 18 апреля 1961 года в Москве.
В 2003 году — защитил докторскую диссертацию.
C 2012 года — профессор, а с 1 сентября 2014 года — заведующий кафедрой эмбриологии биологического факультета МГУ. Лектор курса «Клеточные механизмы развития и регенерации».
С 1 сентября 2015 года — директор Института биологии развития имени Н. К. Кольцова РАН.
В 2016 году — избран членом-корреспондентом РАН.
Действительный государственный советник Российской Федерации 3 класса.
Эксперт Российской академии наук.

## Научная деятельность
Специалист в области клеточных механизмов развития и регенерации, тканевой инженерии, клеточных технологий.
Основные научные результаты:
- изучены закономерности пролиферации и дифференцировки эпителиальных стволовых клеток, плюрипотентных клеток, клеточные механизмы индукции регенерации;
- показана возможность трансдифференцировки постнатальных стволовых клеток в специализированные клеточные типы, выявлены основные механизмы эпителио-мезенхимного перехода и межклеточных взаимодействий, дифференцировки плюрипотентных клеток в эктодермальном и энтодермальном направлениях;
- разработаны тканевые эквиваленты ряда тканей и органов (эквивалент кожи, уретры, роговицы, хрящевой ткани), методы восстановления структур и функций тканей и органов трансплантацией тканеинженерных конструкций.

Исследован феномен гистотипической регенерации тканей, в том числе под влиянием аллогенных тканевых эквивалентов.
Автор 128 научных статей, монографии, 18 патентов.
Под его руководством защищены 8 кандидатских диссертаций.
Один из авторов документов по развитию биомедицинских исследований в Российской Федерации, — «Стратегии развития медицинской науки в Российской Федерации», утвержденной Распоряжением Правительства Российской Федерации от 28.12.2012 № 2580-р, Публичного доклада по развитию биомедицины в Российской Федерации (2015 г.).
Один из основных разработчиков Федерального закона от 23.06.2016 г. № 180-ФЗ «О биомедицинских клеточных продуктах», ряда нормативно-правовых документов в области разработки, производства, применения биомедицинских клеточных продуктов.

### Научно-организационная деятельность
- член диссертационных советов при Институте биологии развития и при биологическом факультете МГУ;
- член Научного совета Министерства здравоохранения Российской Федерации, член Научно-технического совета ОАО «Роснано», член Федерального учебно-методического объединения «Биологические науки»;
- член редакционных коллегий журналов «Известия РАН. Серия биология», «Онтогенез» (главный редактор с 2019), «Молекулярная медицина», «Клеточные технологии в биологии и медицине»;
- член редакционного совета журнала «Вестник Московского университета, Серия Биологическая».
- главный редактор журнала «Онтогенез».

## Награды
- Медаль ордена «За заслуги перед Отечеством» II степени (11 февраля 2023 года) — за заслуги в научной деятельности и многолетнюю добросовестную работу[5]
- Лауреат Премии МАИК «Наука/Интерпериодика» за лучшую публикацию в издаваемых журналах (2006)
- Золотая медаль имени М. А. Лаврентьева Сибирского Отделения РАН (2016) — за заслуги в развитии биологической науки
- Почётные грамоты Министерства здравоохранения Российской Федерации (2014, 2015)